# Kvalserien till Elitserien i innebandy
Kvalserien till Elitserien i innebandy kallades den serie som avgjorde vilka två lag som fick komplettera Elitserien för herrar och för damer nästföljande säsong. Serien spelades för herrar fram till säsongen 2005/2006 och för damer fram till säsongen 2010/2011. Idag kallas serien istället för Kvalserien till Svenska Superligan i och med namnbytet som skett på både dam- och herrsidan.

## Herrar
Kvalserien för herrar spelades bara en säsong, säsongen 2005/2006. Kvalserien bestod av fyra lag, varav ett från Elitserien och tre från Division 1, där de två främsta lagen gick vidare till Elitserien. Eftersom Elitserien bytte namn till Svenska Superligan inför säsongen 2007/2008, så byttes även namnet på Kvalserien ut säsongen 2006/2007 till "Kvalserien till Svenska Superligan".

## Damer
För damer spelades kvalserien till Elitserien från säsongen 2006/2007 till och med säsongen 2010/2011. Mellan säsongerna 2007/2008 samt 2009/2010 spelades inte bara en kvalserie i kvalspelet, utan kvalserien föregicks av ett playoff-spel mellan lagen från Division 1. Säsongen 2011/2012 bytte kvalserien namn till "Kvalserien till Svenska Superligan".

## Säsonger
- 2006 - Herrar
- 2007 - Damer
- 2008 - Damer
- 2009 - Damer
- 2010 - Damer
- 2011 - Damer